# On a Full Moon
On a Full Moon es el segundo álbum de David Bryan en solitario e instrumental.

## Canciones del álbum
1. Awakening - 0:30
2. In These Arms (voz: David Bryan) - 3:42
3. It's a Long Road - 4:11
4. April - 3:40
5. Kissed by an Angel - 3:23
6. Endless Horizon (Dedicado a Horowitz) - 4:14
7. Lullaby for Two Moons - 3:43
8. Interlude - 0:57
9. Midnight Voodoo - 2:11
10. Room Full of Blues - 2:50
11. Hear Our Prayer - 3:35
12. Summer of Dreams - 3:36
13. Up the River - 2:54
14. Netherworld Waltz - 5:30

- Datos: Q1168112